# Hoef en Haag
Hoef en Haag is een dorp in aanbouw aan de Lek, behorend tot de gemeente Vijfheerenlanden, in de Nederlandse provincie Utrecht. Op 1 januari 2023 telde het dorp 2.945 inwoners.
De bouw van het dorp werd gestart in 2016. De nabijgelegen stad Vianen wilde groeien naar 21.000 inwoners. Grootschalige nieuwbouw was daarvoor nodig en daarop werd het gebied Hoef en Haag aangewezen. De voormalige gemeente Vianen koos ervoor om van Hoef en Haag geen wijk van de stad en woonplaats Vianen te maken, maar er formeel een echt dorp van te maken met alles wat daarbij hoort, zoals eigen blauwe plaatsnaamborden (komborden), een eigen postcode (4125) en plaatsnaam in het postcodeboek, dus voor de postadressen en daarmee ook voor de gemeentelijke Basisregistratie Adressen en Gebouwen (BAG).
De eerste woningen werden in januari 2017 opgeleverd in de wijk Dorpshart. Uiteindelijk zullen zo'n 1800 woningen gebouwd worden in drie wijken: het eerder genoemde Dorpshart, het Lint en de Erven. Het dorp is ook voorzien van verschillende voorzieningen, zoals een supermarkt, restaurant, snackbar, huisarts, school, kinderdagverblijf en een bakker op de Brink, het centrale dorpsplein van het Dorpshart.
Steden: Ameide · Leerdam · Vianen      Dorpen: Everdingen · Hagestein · Hei- en Boeicop · Hoef en Haag · Kedichem · Leerbroek · Lexmond · Meerkerk · Nieuwland · Schoonrewoerd · Tienhoven aan de Lek · Zijderveld
Buurtschappen: Achterdijk · Achthoven · Broek · Diefdijk (Vijfheerenlanden) · Diefdijk (Vijfheerenlanden en West Betuwe) · Geer · Helsdingen · Hoogeind · Hoogewaard · Kortenhoeven · Kortgerecht · Lakerveld · Middelkoop · Loosdorp · Oosterwijk · Ossenwaard · Overboeicop · Overheicop · Sluis · Tienhoven (Everdingen) · Weverwijk
Utrecht: Steden en dorpen in Utrecht      Nederland: Provincies · Gemeenten